# Blomma på bar kvist

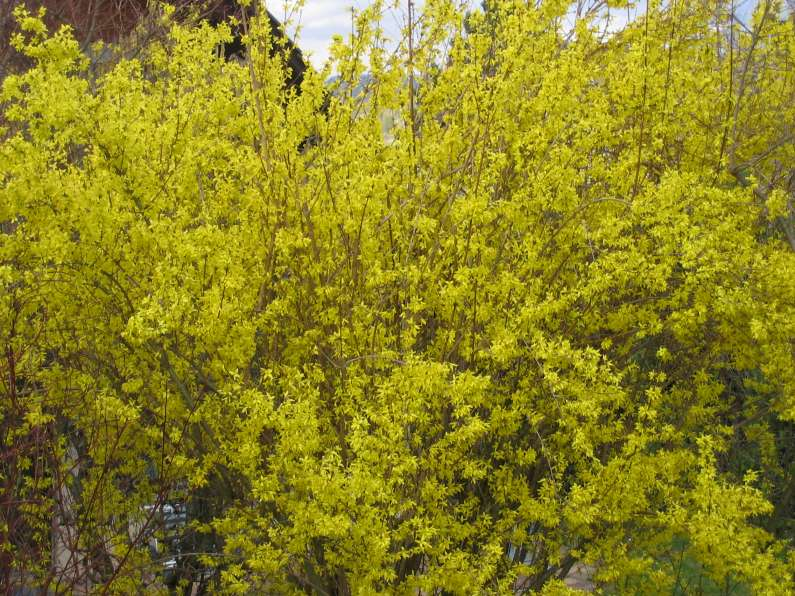
Forsythia blommar på bar kvist.

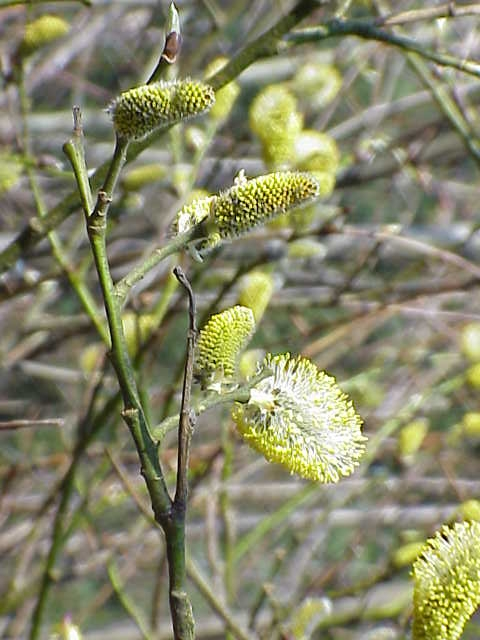
Sälg blommar på bar kvist, här hanblommor.

Blomma på bar kvist är då blomning sker vid en tid på året då växten inte har gröna blad. Det gäller särskilt träd och buskar som blommar tidigt på våren, men begreppet gäller även växter som blommar samtidigt som de fällt bladen inför en torrperiod (ökenväxter, medelhavsväxter). Alla arter av vide blommar på bar kvist, liksom skogsalm och tibast. Kejsarolvon och havtorn är andra exempel.
Växter som blommar utan gröna blad men inte är förvedade, dvs inte är ris, buskar eller träd, räknas inte in i begreppet. Sådana växter är till exempel tidlösa, tussilago och pestskråp.